# Hervormde Kerk (Doornspijk)
De Hervormde Kerk van Doornspijk is een kerkgebouw langs de Zuiderzeestraatweg in Doornpijk. De kerk werd gebouwd na de verwoesting van de Sint-Ludgeruskerk in 1825. De kerk is een zogenoemde waterstaatskerk. 
De neoclassicistische zaalkerk werd in 1950 verbouwd tot kruiskerk en in 1996 opnieuw uitgebreid. De kerk is sinds de kerkscheuring van 2004 in gebruik bij de Hervormde Gemeente binnen de  PKN en Hersteld Hervormde Gemeente. 
De kerk beschikt over een 26-stemmig orgel van de Fa. Hendriksen & Reitsma uit 2005.